# Leonídas Kókkas
Leonídas Kókkas (grec moderne : Λεωνίδας Κόκκας), né le 3 juin 1973 à Korçë, est un haltérophile grec d'origine albanaise.

## Palmarès

### Jeux olympiques
- Atlanta 1996
  -  Médaille d'argent en moins de 91 kg[1]

### Championnats du monde
- Le Pirée 1999
  -  Médaille de bronze en moins de 94 kg.
- Lahti 1998
  -  Médaille de bronze en moins de 94 kg.